# Belgranodeutsch
Belgranodeutsch – język mieszany będący połączeniem niemieckiego i hiszpańskiego, używany do dziś przez potomków niemieckich osadników w Belgrano, północnej dzielnicy Buenos Aires. Jego odpowiednikiem w przypadku połączenia języka angielskiego i hiszpańskiego jest spanglish.

## Przykłady
- Leihst du mir mal deine goma? – Czy możesz pożyczyć mi gumkę?
- Traducierst du das mal? – Czy możesz mi to przetłumaczyć?
- Das ist ein asco! – To jest wstrętne!